# Wirdumervaart
De Wirdumervaart (Fries en officieel: Wurdumer Feart) is een vaart in de Friese gemeente Leeuwarden.
De vaart loopt van de Tjaardervaart in Wirdum in oostelijke richting langs Swichum en dan in noordelijke richting door de Leeuwarder woonwijk De Zuidlanden en kruist de  Wâldwei. Na Goutum kruist de vaart het Van Harinxmakanaal en loopt door de buurt Aldlân-West en door Huizum naar de Potmarge in de stad Leeuwarden.